# چینی‌های ایران

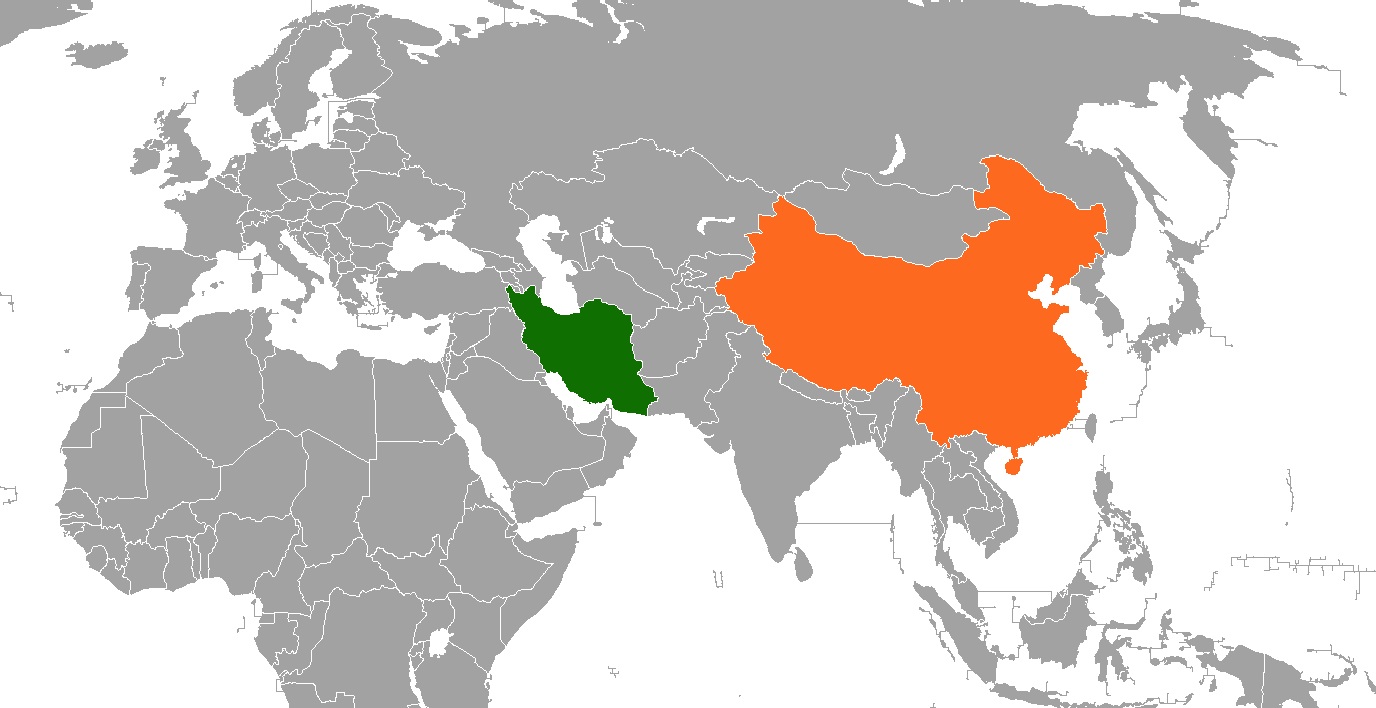
نقشه موقعیت ایران و چین

چینی‌های ایران یکی از گروه‌های کوچک ساکن ایران از چینی‌های خارج از کشور جمهوری خلق چین هستند. این گروه از مردم چین در ایران معمولاً شامل سرمایه گذاران اقتصادی و خانواده‌هایشان، کارگران، دانشجویان و آموزگاران می‌باشند.

## پیشینه
از آن جا که ایران و چین دو کشور بزرگ و دارای تاریخی دیرینه در آسیا و جهان هستند و رابطه دوستی بین دو کشور از زمان ایجاد جاده ابریشم شکل گرفته و بعدها افزایش پیدا کرده‌است، مهاجرت چینی‌ها از کشورشان به ایران نمودی از این رابطه دیرینه‌است. یک نمونه از این رابطهٔ تاریخی مرتبط با بازرگانی در جاده ابریشم در داستانی بیان شده:
بازرگانی چینی برای آن‌که رونق بازار چین را به رخ بازرگانان ایرانی کشد، یک کاروان زعفران به ایران گسیل داشت و به کاروانسالار فرمود که هر آینه زعفران را به کسی بفروشد که یکجا توان خرید آن را داشته باشد؛ و بازرگان که از راه شمال شهرهای ایران را پیموده بود و خریدار نیافته بود، هنگام بازگشت در نیشابور به جایی رسید که بازرگانی کاروانسرایی می‌ساخت. از وی چگونگی را پرسیدند و او داستان را بازگفت. بازرگان نیشابوری را غیرت به جوش آمد و زعفران را یکجا از او بخرید و بفرمود تا در زیر پی ساختمان کاروانسرا ریزند و به کاروانسالار گفت به چین بازگرد و بگو که کاروان زعفران شما را در ایران در گل پی کاروانسرا ریختند…
نام این کاروانسرا بعدها زعفرانیه گردید و شهرت داشت که از آن بوی خوش زعفران می‌آمد. هنوز ویرانه‌های این کاروانسرا میان نیشابور و بیهق برپاست.

## امروزه
یکی از مهم‌ترین دلایل مهاجرت چینی‌ها به ایران در دوران معاصر همکاری‌های اقتصادی بین دولت ایران و چین است. شماری از کارگران متخصص و مهندسان چینی (بیشتر از چجیانگ) در شهرک‌های صنعتی کشور ایران که در حال توسعه و پیشرفت است کار می‌کنند. این گروه معمولاً با خانواده‌هایشان (با پیش زمینه دینی یا فرهنگی) مهاجرت می‌کنند و در حومه تعدادی از این شهرک‌های صنعتی شهرک‌های مسکونی کوچکی برای سکونت آنان در نظر گرفته شده‌است.